# Diamictite

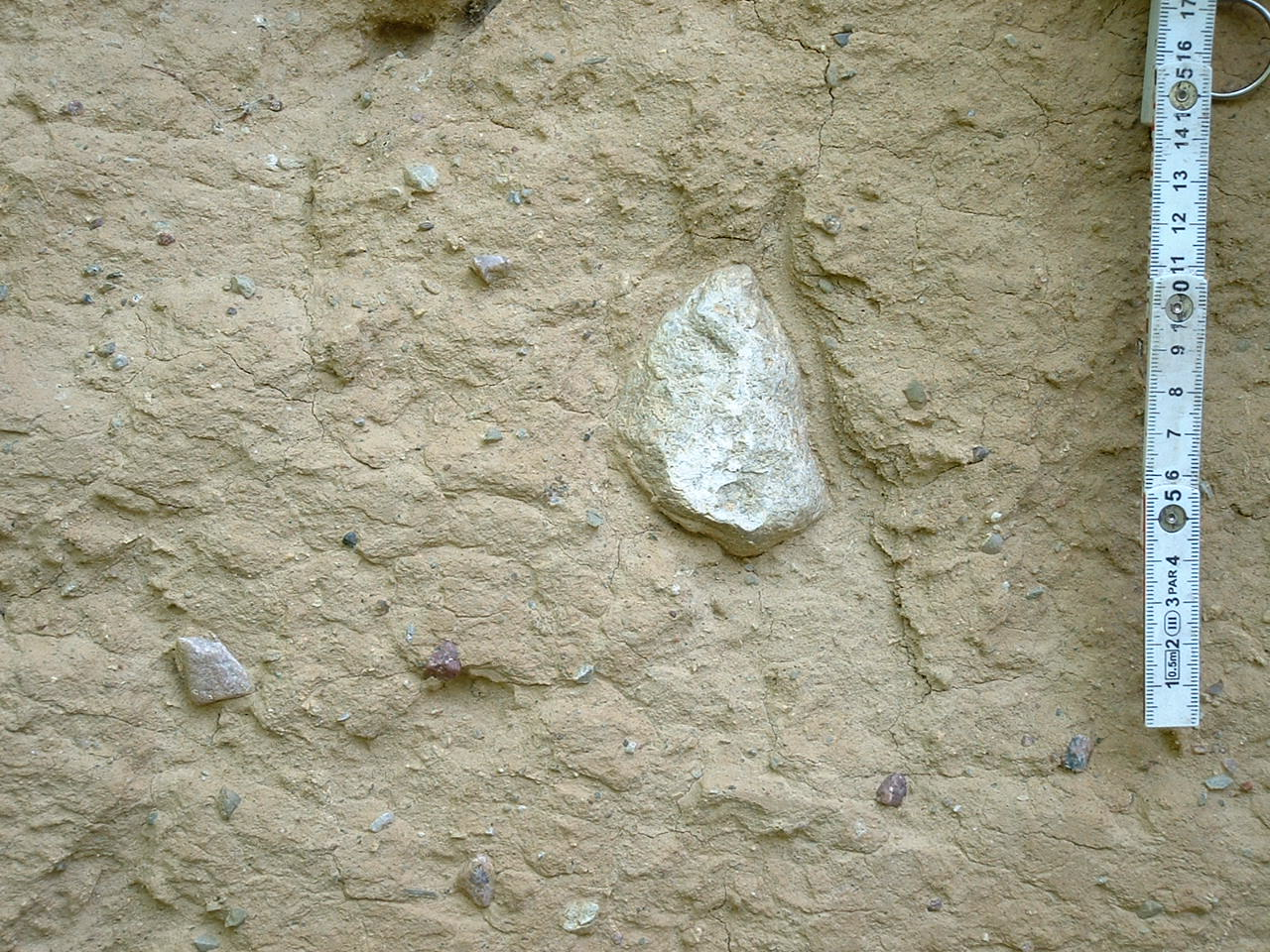
Diamictite de Stolpe, est de l'Allemagne.

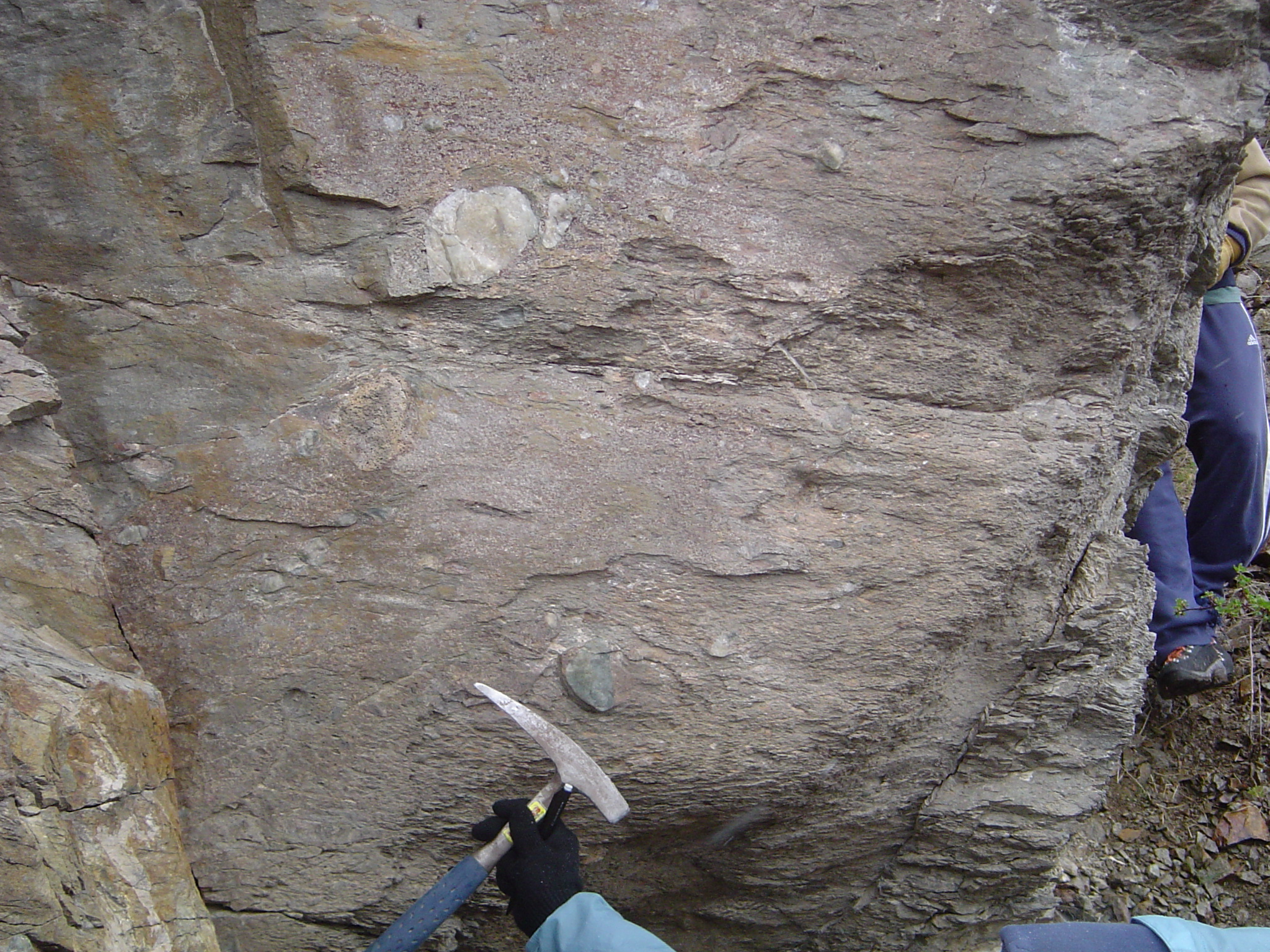
Diamictite typique de la Terre boule de neige, formation de Pocatello, Idaho, États-Unis.

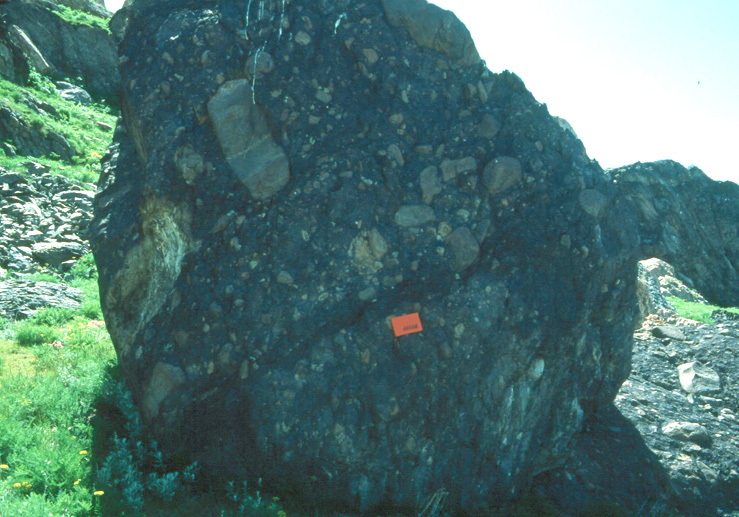
Rocher de diamictite de la formation de Mineral Fork, Antelope Island, Utah, États-Unis.

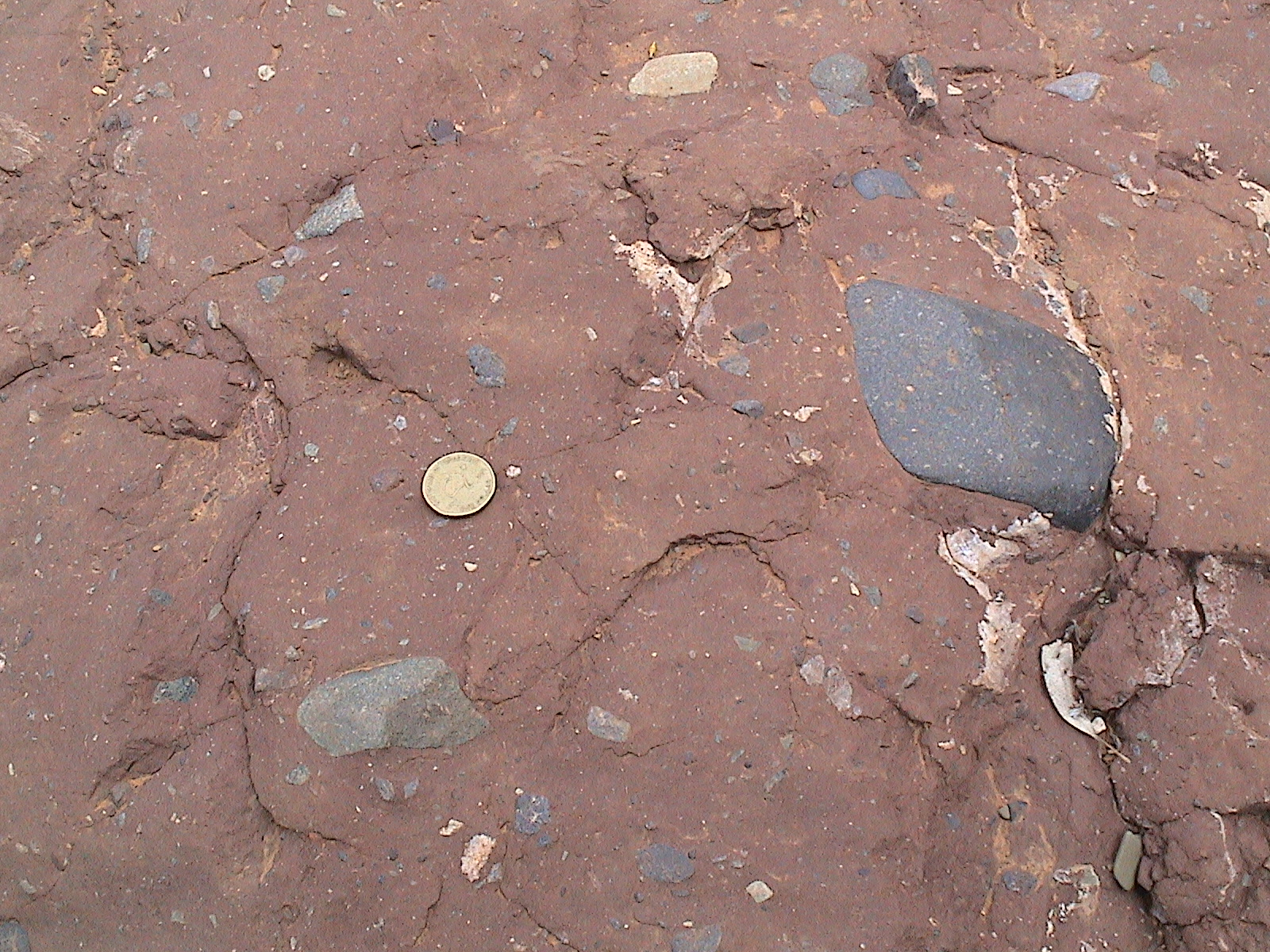
Diamictite de la glaciation marinoenne, en-dessous du Point stratotypique mondial de l'Édiacarien. Site de l'Ikara-Flinders Ranges National Park dans le Sud de l'Australie. Une pièce de un dollar donne l'échelle.

La diamictite (du grec ancien δια (dia-) : « à travers » et µεικτός (meiktós): « mélangé ») désigne un type de roche sédimentaire lithifiée inhomogène faite de sédiments terrigènes contenant des particules dont la taille varie de celle de l'argile jusqu'au rocher, enchassés dans une matrice de mudstone ou de grès. Le mot a été inventé par Flint en tant que terme purement descriptif, sans aucune référence à une origine particulière. Quelques géologues restreignent son usage aux conglomérats chaotiques ou aux brèches consistant en un gravier terrigène supporté par une matrice de boue ou de sable.
Une diamictite non lithifiée est appelée diamicton ou diamicte.
Le terme est souvent employé pour des dépôts glaciaires chaotiques lithifiés, telle que la tillite d'origine glacaire, ce qui fait que la diamictite est souvent considérée comme ayant une origine glaciaire (cf. Terre boule de neige). Quoique ce soit l'origine la plus commune pour les diamictites, déposées via des écoulements sous-marins de type turbidites ou olistostromes dans les zones tectoniquement actives, elles peuvent cependant se créer dans beaucoup d'autres conditions géologiques. Les origines possibles sont, :
- origine glaciaire
  - dépôt d'écoulement d'eau de fonte
  - moraine chaotique de tillite glaciaire
  - fonte basale
  - charriage de sédiments déposés par la fonte d'icebergs ou la fracturation de boucliers de glace (dropstones)
- origine volcanique
  - lahars (coulée boueuse)
  - lahars s'écoulant dans l'océan
- origine marine
  - lave torrentielle
  - olistostromes turbidites
  - mélange de sédiments par glissement de terrain sous-marin
- origine tectonique
  - roche de faille
- origine érosive
  - écoulement de régolithe
  - autres événements d'instabilité gravitaire
- origine extraterrestre
  - brèche d'impact